# Côte d'Amour
Cet article possède un paronyme, voir Côtes-d'Armor.
 (juillet 2017).
Si vous disposez d'ouvrages ou d'articles de référence ou si vous connaissez des sites web de qualité traitant du thème abordé ici, merci de compléter l'article en donnant les références utiles à sa vérifiabilité et en les liant à la section « Notes et références ».
La côte d'Amour est un choronyme qui désigne le secteur du littoral du département français de la Loire-Atlantique, situé entre le traict de Pen Bé (commune de Mesquer) et l'embouchure de la Loire (commune de Saint-Nazaire). Elle se situe au sud de la façade maritime de la Bretagne.

## Historique
Avec le développement du tourisme balnéaire à partir de la seconde moitié du XIXe siècle, il est d'usage d'attribuer des choronymes aux étendues côtières investies par ce tourisme en Europe occidentale. L'appellation « côte d'Amour » résulte d'une initiative de l'hebdomadaire de La Baule La Mouette. En 1911, ce journal demande à ses lecteurs de choisir un nom pour désigner le littoral s'étendant initialement de Pornichet au Pouliguen, en passant par La Baule. Le résultat paraît dans l'édition du 5 juillet 1913 et le palmarès s'établit ainsi : côte d'Amour : 361 voix, côte de Saphir : 163 voix, côte guérandaise : 51 voix, côte de Diamant : 41 voix. Ce n'est qu'en 1918 que l'appellation commence à apparaître sur les cartes postales. Le succès restera néanmoins mitigé, en raison des limites floues et de la difficile appropriation par les habitants.

## Localités
De nos jours, la Côte d'Amour englobe l'ensemble de la presqu'île guérandaise. Les localités et stations balnéaires se trouvant sur son littoral sont, du sud au nord : Saint-Nazaire, Pornichet, La Baule-Escoublac, Le Pouliguen, Le Croisic, Batz-sur-Mer, Guérande, La Turballe, Piriac-sur-Mer, Quimiac et Mesquer.

## Secteurs
Du port de Saint-Nazaire à la pointe de Chemoulin (sémaphore), plusieurs plages jalonnent la fin de l'estuaire de la Loire, notamment celle de Saint-Marc-sur-Mer (commune de Saint-Nazaire).
De la pointe de Chemoulin au port de plaisance de Pornichet, on trouve la plage des Jaunais à Saint-Nazaire, et les plages de Sainte-Marguerite, de Bonne-Source et enfin la plage des Libraires (dans le prolongement de la plage de La Baule) à Pornichet.
La plage de La Baule qui forme le fond de la baie du Pouliguen (anciennement la « baie blanche ») est l'élément central de la Côte d'Amour. Elle s'étend sur les territoires des communes de Pornichet, de La Baule-Escoublac et du Pouliguen.
À l'ouest, la section comprise entre la pointe de Penchâteau (Le Pouliguen) et Le Croisic porte le nom de « Côte sauvage ».